# Heinrich Voes e Johann Esch
Gli agostiniani Heinrich Voes (anche Hendrik Voes) e Johann Esch (anche Johannes van Esschen o Jan van Essen) furono i primi due martiri della causa protestante, entrambi bruciati vivi per eresia luterana nella piazza del mercato di Bruxelles (la Grand Place o "Grote Markt") il 1º luglio 1523. 
Appartenenti alla casa agostiniana di Anversa, i due religiosi vennero giustiziati appena un mese prima dell'eremita agostiniano Jean Vallière, che fu il primo ad essere condannato per le stesse ragioni in Francia (fu bruciato a Parigi l'8 agosto 1523). Johann Esch e Heinrich Voes furono colpiti dalle prime misure repressive disposte in Fiandra da Carlo V, immediatamente dopo la dieta imperiale di Worms, nella quale egli aveva imposto il bando a Lutero. Nei Paesi Bassi l'imperatore aveva colto l'occasione per istituire una sorta di inquisizione di Stato, in vaga analogia con quella già esistente nei regni di Spagna. A capo di questa inquisizione venne posto un membro laico del Consiglio di Brabante, François Van der Hulst, che venne nominato Inquisitore Generale il 23 aprile 1522 .
Assistito dalle autorità religiose e dai teologi dell'università di Lovanio, il nuovo Inquisitore prese immediatamente di mira la casa agostiniana di Anversa, appartenente allo stesso ordine religioso di Lutero e collegata con gli ambienti agostiniani di Wittenberg. In breve, non solo venne inquisito il priore degli agostiniani, Jacobus Praepositus (Jacob Probst), ma si finì per indagare sull'intero convento, tanto che nell'ottobre del 1522 tutti i religiosi vennero arrestati  e rinchiusi nel castello di Vilvoorde, nei pressi di Bruxelles. Nelle indagini furono coinvolti anche gli umanisti Corneille Grapheus e Nicolas Buscoducensis, amici e corrispondenti di Erasmo da Rotterdam, che da Basilea seguì con inquietudine la vicenda. 
Al grande umanista sembrava infatti che gli inquisitori avessero di mira anche le “bonae litterae”. Erasmo pensava ai suoi amici e alle rivalità che opponevano i cultori dell'umanesimo ai teologi tradizionalisti di Lovanio, che egli conosceva sin troppo bene. Peraltro, tra gli inquisitori figurava anche il domenicano Jacob van Hoogstraten, che a Colonia era già stato protagonista di un acceso duello giudiziario tra i difensori dell'ortodossia scolastica e il celebre umanista Johannes Reuchlin, colpevole di essersi opposto a coloro che pretendevano di proibire e bruciare tutti i libri ebraici.
Comunque, dopo l'avvio dell'azione inquisitoriale di Anversa, sia il Priore Praepositus sia la maggior parte dei frati agostiniani arrestati finirono per abiurare le tesi luterane. Il convento fu chiuso, ma quasi tutti vennero rilasciati, tranne il priore e pochi altri, che furono processati a parte. Tre frati si rifiutarono però di rinnegare le proprie convinzioni di fede: Heinrich Voes, Johann Esch e Lambert de Thorn. 
Heinrich Voes e Johann Esch resistettero a ogni tentativo degli inquisitori per convincerli alla ritrattazione delle tesi luterane. Furono perciò degradati dagli ordini sacri davanti al vescovo di Cambrai e consegnati al braccio secolare, per essere poi condannati a morire sul rogo. Vennero bruciati vivi il 1º luglio 1523 nella grande piazza del mercato di Bruxelles, dove furono necessarie ben quattro ore di fuoco per consumare i loro corpi. 
Lambert de Thorn, che era stato vice priore del convento, evitò il rogo, poiché chiese una dilazione per poter riflettere ancora sulle Scritture, così da decidere se rendere o meno l'abiura. Fu tenuto in carcere sino al 1528, quando fu infine trovato morto.
Degno di nota fu che, contrariamente all'uso, prima di eseguire la condanna a morte di Voes e di Esch, venne tralasciata la lettura della sentenza e delle imputazioni ascritte ai due religiosi. Probabilmente, ciò fu fatto per evitare di dare occasione a coloro (ed erano ormai già molti) che avrebbero potuto simpatizzare per i condannati. Peraltro, l'azione spregiudicata dell'inquisitore Van der Hulst aveva provocato molte perplessità, anche per il suo stato laicale (cosa affatto insolita per un inquisitore). Egli venne perciò rimosso dall'incarico. 
La vicenda degli agostiniani di Anversa ebbe immediata risonanza europea e la notizia giunse presto a Wittenberg, dove Lutero li riconobbe come martiri, celebrati dal riformatore anche con la composizione del primo dei suoi inni musicali. Girarono diversi opuscoli a stampa, soprattutto in Germania, dove si raccontava la storia con tutti i particolari. Dal canto suo, Erasmo da Rotterdam osservò come la fine dei due religiosi avesse solo guadagnato ulteriori proseliti a Lutero. Pur non avendo Erasmo alcuna simpatia per i “paradossi” del riformatore tedesco, egli non avrebbe mai condannato a morte un uomo per quelli che gli sembravano solo “Adiaphora”: aspetti dottrinali secondari, del tutto problematici e in ultima analisi indifferenti alla vera sostanza della fede.